# Boston Athletic Association
La Boston Athletic Association (abrégé BAA) est une association à but non lucratif qui organise des événements sportifs dans la ville de Boston dans le Massachusetts. Il accueille des événements tels que le célèbre marathon de Boston.
Parmi les plus anciens clubs sportifs de la nation, la Boston Athletic Association a été créée le 15 mars 1887 sous son premier président, Robert F. Clark, et avec le soutien de George Walker Weld et d'autres grands amateurs de sports, les entrepreneurs et les hommes politiques de l'époque.